# Iglesia de Santa Coloma (Paúl)
La iglesia de Santa Coloma es un edificio situado en el concejo español de Paúl, en la provincia de Álava.

## Descripción
El edificio se encuentra en el concejo español de Paúl, del municipio de Ribera Alta, perteneciente a la provincia de Álava, en la comunidad autónoma del País Vasco. Se menciona como iglesia parroquial del lugar en el duodécimo volumen del Diccionario geográfico-estadístico-histórico de España y sus posesiones de Ultramar de Pascual Madoz, donde aparece descrita con las siguientes palabras: «igl. parr. (Sta. Coloma) servida por un beneficiado». En el tomo de la Geografía general del País Vasco-Navarro dedicado a Álava y escrito por Vicente Vera y López, se dice lo siguiente: «Su iglesia, dedicada á San Andrés, depende de la parroquial de Pobes».